# Joel Soler
Pour les articles homonymes, voir Soler.
Joel Soler (né en 1968 à Alès) est un réalisateur de films documentaires français.
Ses sujets de films liés au terrorisme et aux dictatures lui ont valu une détention à Al-Qaïda (sud du Yemen) et une incarcération de 50 jours à Maltepe en Turquie. Résidant aux États-Unis pendant 14 ans, il bénéficia un temps d’une protection du FBI. Il a initié avec les prix Nobel de la Paix, Jody Williams et Wangari Maathai, ainsi que la Reine Noor de Jordanie, les évènements cinématographiques Cinéma Vérité. Il préside la Fondation Magos qui œuvre en faveur du dialogue des cultures et des religions.

## Biographie
Joel Soler est né à Alès dans le Gard, fils d’une mère qui voulait être religieuse et d’un père ancien séminariste. Sa famille a immigré à Oran, en Algérie française, depuis l’Andalousie au XIXe siècle. Joel Soler est le petit-fils du capitaine Manuel Gibaja d’Almeria. La famille Gibaja était gouverneurs d’Almeria pendant plus de deux siècles ainsi que les Seigneurs de la Taha de Marchena. Les Gibaja d’Almeria vont s’unir par mariages successifs avec plusieurs descendants du roi Yusuf V de Grenade.

### Début de carrière
Il commence sa carrière dans l’audiovisuel comme chroniqueur sur Paris Première, puis journaliste pour l’émission Mag5 sur la Cinquième. Installé aux États-Unis, il réalise plusieurs sujets à Los Angeles pour des émissions françaises. En 1997, il organise aux Nations unies à New York le 40e anniversaire de la Déclaration des droits des femmes avec le soutien de Nane Koffi Annan et de l'activiste Bianca Jagger. Durant la guerre de Yougoslavie, il organise et accompagne un convoi humanitaire dans les camps de réfugiés bosniaques. En 2000, il est le producteur exécutif de l'Opéra/musical Le Manège financé par Pierre Cardin au Ivar Theater à Los Angeles. Cette même année il réalise son premier documentaire en Irak.

### Premier filmUncle Saddam
En 2000, Joel Soler tourne en Irak un film sur Saddam Hussein. Moins de deux mois après avoir séjourné à Bagdad, il est transféré dans un hôpital à Bagdad pour une série de prélèvement sanguins. Grâce à une intervention diplomatique, il est relâché et immédiatement reconduit à la frontière. Le département d’État américain fait une déclaration officielle avant la sortie de Uncle Saddam. « It takes courageous documentary film producers like Joel Soler, to tell any story other than the one that Saddam Hussein's regime wants you to tell ». Une présentation de Uncle Saddam est également organisée au Parlement britannique.
Le film est sorti en 2001 à Los Angeles (Laemmle Theatre) pour la qualification aux Oscars. Une partie du film est d’abord diffusée dans l'émission Primetime sur ABC. Le film obtient les plus gros taux d’audience pour la chaîne américaine HBO/Cinemax pour les non-fictions en 2002[réf. nécessaire] et est diffusé dans plus de 80 pays. Après la sortie du film, Joel Soler reçoit plusieurs menaces de mort postées sur Internet et directement reçues à son domicile à Los Angeles où une bombe de kérosène avait été placée. Il bénéficie par la suite d’une protection du FBI.

### Bin Laden, Dynasty of terror
En 2002, il part à la rencontre des proches de Ben Laden, peu de temps après le 11 septembre 2001. Lors de sa visite au village du beau-père d’Oussama ben Laden, n'ayant pas d'autorisation gouvernementale, il est arrêté et détenu au village de Al Qaida au sud du Yémen pour être expulsé par les militaires quelques jours après. Toujours dans le cadre du tournage, il tombe quelques mois plus tard dans une embuscade en périphérie de Beyrouth. Le ministre libanais de l’Information fait arrêter les coupables.
Étant basé aux États-Unis lors de la réalisation de ses premiers films, et travaillant sur des sujets dit « sensibles » où le contenu pouvait directement appeler à la destruction des intérêts américains, ses entrées sur le territoire américain, avec notamment des interviews des membres de la famille d’Oussama ben Laden appelant au djihad, ont dû faire l’objet d’examens particuliers auprès de la CIA.

### Uncle Hitler
Joel Soler a réalisé un documentaire sur la famille actuelle d’Adolf Hitler et leurs revendications. Il a organisé avec le petit-neveu d’Hitler, de son vrai nom Alex-Adolf Hitler (qui vit sous un autre nom aux États-Unis) des tests ADN pour vérifier la paternité d’un prétendu fils illégitime d’Hitler. Les tests furent négatifs. Joel Soler est reçu par les cousins d’Hitler à Spital (Autriche) dans le village natal de la mère d’Hitler ainsi que par l’ex majordome du Führer, puis par la réalisatrice du Troisième Reich Leni Riefenstahl ainsi que par Rochus Misch, le dernier survivant de l’entourage d’Hitler dans le bunker. Au Berghof, il filme la seule survivante de la famille d’Eva Braun, qui retournait dans la résidence où elle avait habité avec le Führer.

### Despot Housewives, série de 8 épisodes
La série documentaire Despot Housewives présente les différentes familles de femmes de dictateurs et les types de régimes qu’elles incarnent. Souha Arafat, la veuve de Yasser Arafat, est le personnage récurrent qui intervient dans la plupart des épisodes, comme grand témoin. Devant le succès de la première saison avec 5 épisodes produits par le groupe Canal + et France Télévision, une deuxième saison de 3 épisodes a été programmée en septembre 2017.
Joel Soler est reçu par Imelda Marcos, qualifiée par Newsweek magazine de femme la plus avare de l’histoire. Puis il rencontre le frère de Pol Pot, et se rend dans les anciennes régions Khmers Rouges toujours ravagées par les mines antipersonnel. L’ancien conseiller du leader Khmer Rouge, nouveau mari de la veuve Pol Pot, lui offre sa protection et accepte de participer à la série.
Il rencontre aussi la veuve d'Amin Dada en Ouganda, les épouses Bongo, premières dames du Gabon, Marie-Reine Hassen, ex-Madame Bokassa, candidate à la prochaine élection présidentielle en Centrafrique, la sénatrice Jewel Taylor du Liberia, ex-Première dame du régime des enfants soldats et des diamants du sang, l’ex-Première dame d’Albanie Nexhmije Hoxha, surnommée l’Araignée noire, l’ex-Première dame du Rwanda, Agathe Habyarimana, surnommée Lady Genocide, Khaleda Zia, ex-Première dame du Bangladesh devenue Premier Ministre pendant 10 ans, puis condamnée à la prison pour corruption. Joel Soler a rencontré au Chili, Lucia Pinochet, la veuve du Général Pinochet, puis l’ancien gendre des Pinochet, Roberto Thiemes, ex-leader du Parti fasciste « Patria y libertad » ainsi que la famille de Margot Honecker d’Allemagne de l'Est. A Madrid, il est reçu dans l’hôtel particulier de la famille Franco. Isabel Perón, ex-Première dame d’Argentine, devenue la première femme Présidente de l’Histoire contemporaine (sous le coup d’un mandat d’arrêt international) a accepté de faire pour la première fois depuis les années 1980 une déclaration. Borislav Milosevic, le frère de Slobodan Milošević participe à un épisode, tout comme la famille de Simone Gbagbo. Quelques semaines après la fin de la guerre civile qui a touché la Côte d'Ivoire, Joel Soler a pu passer les barrages des différentes milices, pour se rendre à la résidence surveillée de Simone Gbagbo.

## Otage du régime turc
Joel Soler s’est rendu en Turquie en septembre 2020 dans le cadre de repérages cinématographiques sur l’histoire des Rois Mages. Lors de son périple, il a acheté sur un marché une pierre sculptée pour la somme de 50€. Une fois arrivé à l’aéroport, il a présenté la pierre au service des douanes, qui après vérification du Musée d’Archéologie d’Istanbul, lui a donné un accord de sortie du territoire avec cet objet. Au moment du décollage, Joel Soler a été exfiltré de l’avion par la police turque pour être interrogé non seulement sur ses films axés sur les dictatures, mais encore sur les raisons de son séjour en Turquie. L’ensemble de son matériel média a été saisi et dupliqué : son ordinateur contenait un texte écrit dans le cadre de la série « Despot Housewives » résumant le parcours de l’épouse du Président Erdogan, intitulé « La Sultane Pinochette ». En violation des conventions internationales, le réalisateur subit une incarcération immédiate de 50 jours dans la prison de Maltepe à la triste réputation, sous le prétexte fallacieux d’«exportation illégale de bien à protéger » en référence à la pierre pour laquelle il avait pourtant obtenu une autorisation de sortie du territoire. Il est par la suite placé plusieurs mois en liberté conditionnelle, assortie d’une amende et d’une interdiction de quitter le territoire turc dans l’attente de son procès.
Durant ce séjour forcé, en pleine crise diplomatique sur la nouvelle publication des caricatures du Prophète par Charlie Hebdo, Joel Soler se passionne pour Sainte Sophie qu’il peut visiter quotidiennement et en profite pour rencontrer des Syriaques si malmenés par le régime actuel. Il prend conscience de l’étendue de ce qu’il convient de nommer un génocide culturel perpétré envers le patrimoine chrétien du pays.
Lors de son procès, Joel Soler a été une nouvelle fois sommé de s’expliquer devant les juges sur le contenu de son prochain film. Son avocat a dénoncé les violations des droits de l’Homme dont il a été victime et a pu prouver que la pierre en question était d’origine arménienne, antinomique avec un bien protégé par l’État turc. Lors de sa libération, son amende lui a été remboursée, reconnaissance de facto d’un acte d’accusation privé de tout fondement. Sa période de détention dans les geôles turques, puis sa liberté conditionnelle en Turquie, ont sans aucun doute joué un rôle de catalyseur pour la création de la fondation Magos afin d’œuvrer au respect des cultures et au dialogue des religions.

## Fondation Magos
La Fondation Magos a été créée pour partager et transmettre les œuvres de sa collection pour les générations présentes et futures. Elle est dépositaire de la plus grande collection au monde dédiée aux rois d’Orient les plus célébrés de l’histoire de l’Humanité : les Rois Mages. Cette collection servira de support à l’exposition internationale itinérante « TRÉSORS DES ROIS MAGES », dont l’objectif est de porter le message symbolique transmis par ces Sages. Leur message, issu de la nuit des temps, continue d’illuminer le présent et représente une boussole pour l’avenir : un dialogue nourri et fécond entre les cultures et les religions, gage d’un rapprochement sincère entre l’Orient et l’Occident. Une collection annexe a également été initiée afin de préparer des programmes culturels et éducatifs sur d’autres Rois d’Orient, tels que les Nazari de Grenade et leurs soutiens à la « Convivencia ». En parallèle, une campagne de récolte de fonds a été lancée pour soutenir au travers des PRIX MAGOS les entrepreneurs du dialogue des cultures et des religions.

## Filmographie
- 2000 : Uncle Saddam
- 2004 : Bin Laden, Dynasty of terror
- 2009 : Uncle Hitler
- 2015, 2017 : Despot Housewives, 2 saisons, 8 épisodes.

## Prix et récompenses
Joel Soler a reçu plusieurs prix du meilleur film documentaire : Northampton Film Festival, New Orleans Film Festival, Mexico Film festival, Rai Uno Television.